# Sportverein Eintracht Trier 05 2022-2023
Questa voce raccoglie le informazioni riguardanti lo Sportverein Eintracht Trier 05 nelle competizioni ufficiali della stagione 2022-2023.

## Stagione
Nella stagione 2022-2023 l'Eintracht Trier, allenato da Josef Çınar e Andreas Zimmermann, concluse il campionato di Regionalliga Sudovest al 18º posto e fu retrocesso in Oberliga.

## Rosa
| N. |                        | Ruolo | Calciatore       |
| -- | ---------------------- | ----- | ---------------- |
| 1  | Germania (bandiera)    | P     | Denis Wieszolek  |
| 2  | Lussemburgo (bandiera) | D     | Fränz Sinner     |
| 3  | Germania (bandiera)    | D     | Kevin Heinz      |
| 4  | Germania (bandiera)    | D     | Simon Maurer     |
| 5  | Paesi Bassi (bandiera) | D     | Henk van Schaik  |
| 6  | Germania (bandiera)    | C     | Ömer Yavuz       |
| 7  | Germania (bandiera)    | A     | Jan Brandscheid  |
| 8  | Germania (bandiera)    | C     | Maurice Roth     |
| 9  | Germania (bandiera)    | A     | Vincent Boesen   |
| 10 | Francia (bandiera)     | A     | Mounir Bouziane  |
| 11 | Lussemburgo (bandiera) | A     | Michael Omosanya |
| 13 | Germania (bandiera)    | C     | Sven König       |
| 14 | Germania (bandiera)    | C     | Maurice Wrusch   |
| 17 | Germania (bandiera)    | D     | Janik Faldey     |
| 18 | Germania (bandiera)    | C     | Dominik Kinscher |
| 19 | Germania (bandiera)    | C     | Robin Garnier    |
| 20 | Portogallo (bandiera)  | A     | Benjamin Siga    |

| N. |                        | Ruolo | Calciatore           |
| -- | ---------------------- | ----- | -------------------- |
| 21 | Germania (bandiera)    | C     | Ersin Zehir          |
| 21 | Lussemburgo (bandiera) | A     | Leon Elshan          |
| 22 | Germania (bandiera)    | A     | Ufu Osawe            |
| 23 | Germania (bandiera)    | C     | Jason Thayparan      |
| 24 | Germania (bandiera)    | D     | Vincent Schwab       |
| 25 | Germania (bandiera)    | A     | Tim Garnier          |
| 27 | Germania (bandiera)    | C     | Yannick Debrah       |
| 28 | Germania (bandiera)    | A     | Kevin Schacht        |
| 29 | Germania (bandiera)    | D     | Christopher Spang    |
| 30 | Germania (bandiera)    | P     | Niklas Heeger        |
| 33 | Inghilterra (bandiera) | C     | Alexander Cvetković  |
| 37 | Germania (bandiera)    | P     | Armin Olayo          |
| 38 | Germania (bandiera)    | C     | Noah Herber          |
| 39 | Italia (bandiera)      | D     | Gianluca Lo Scrudato |
| 42 | Belgio (bandiera)      | D     | Jason Kaluanga       |
| 54 | Germania (bandiera)    | P     | Daniel Ternes        |
|    | Germania (bandiera)    | P     | Max Becker           |

## Organigramma societario
Area tecnica
- Allenatore: Andreas Zimmermann
- Allenatore in seconda: Christopher Nilius, Thomas Richter
- Preparatore dei portieri: Jochen Pfaff
- Preparatori atletici:
- Analisi video:

## Calciomercato

### Sessione estiva
| Acquisti | Acquisti          | Acquisti          | Acquisti |
| R.       | Nome              | da                | Modalità |
| -------- | ----------------- | ----------------- | -------- |
| A        | Michael Omosanya  | Fola Esch         |          |
| D        | Gabriel Weiß      | Elversberg        |          |
| A        | Vincent Boesen    | RW Oberhausen     |          |
| D        | Christopher Spang | Rot-Weiß Coblenza |          |

| Cessioni | Cessioni           | Cessioni       | Cessioni |
| R.       | Nome               | a              | Modalità |
| -------- | ------------------ | -------------- | -------- |
| A        | Christopher Bibaku | Plauen         |          |
| D        | Leonel Brodersen   | Straelen       |          |
| A        | Dylan Esmel        | Coblenza       |          |
| A        | Edis Sinanovic     | Schott Magonza |          |

### Sessione invernale
| Acquisti | Acquisti            | Acquisti             | Acquisti |
| R.       | Nome                | da                   | Modalità |
| -------- | ------------------- | -------------------- | -------- |
| C        | Alexander Cvetković | Hrvatski Dragovoljac |          |
| P        | Niklas Heeger       | Dinamo Dresda        |          |
| A        | Kevin Schacht       | Preußen Münster      |          |
| D        | Vincent Schwab      | Sandhausen           |          |
| A        | Ufu Osawe           | Germania Halberstadt |          |

| Cessioni | Cessioni     | Cessioni       | Cessioni |
| R.       | Nome         | a              | Modalità |
| -------- | ------------ | -------------- | -------- |
| C        | Linus Wimmer | Schott Magonza |          |

## Risultati

### Regionalliga Sudovest

#### Girone di andata
| Arbitro: | Schöller |

|                                      |           |  |
| König 48’ Brandscheid 85’ Debrah 90’ | Marcatori |  |

| Arbitro: | Waldinger |

|                                            |           |                  |
| Kudala 42’ Wolf 55’ (rig.), 85’ Ganaus 90’ | Marcatori | 4’ König 7’ Roth |

| Arbitro: | Greef |

|  |           |           |
|  | Marcatori | 72’ Rühle |

| Arbitro: | Lämmle |

|                                    |           |            |
| Güclü 1’, 52’ Breitfelder 75’, 86’ | Marcatori | 48’ Debrah |

| Arbitro: | Rühl |

|  |           |                      |
|  | Marcatori | 88’ Jung 90’ Schmidt |

| Arbitro: | Hasmann |

|                         |           |  |
| Kinast 45’ Bektashi 77’ | Marcatori |  |

| Fulda 13 settembre 2022, ore 19:00 CEST 7ª giornata | Barockstadt Fulda-Lehnerz | 0 – 0 referto | Eintracht Treviri | Sportpark Johannisau (2 000 spett.)\| Arbitro: \| Reitermayer \| |
| Arbitro:                                            | Reitermayer               |               |                   |                                                                  |

| Arbitro: | Hofheinz |

|                           |           |  |
| König 19’, 72’ Wrusch 90’ | Marcatori |  |

| Arbitro: | Scotece |

|                                                                                     |           |                 |
| Asllani 4’, 37’ (rig.) Kelati 16’ Weiß 34’ (aut.), 43’ (aut.) Proschwitz 78’ (rig.) | Marcatori | 45’ Brandscheid |

| Arbitro: | Heiker |

|                       |           |            |
| Boesen 63’ Maurer 90’ | Marcatori | 10’ Töpken |

| Francoforte sul Meno 8 ottobre 2022, ore 14:00 CEST 11ª giornata | FSV Francoforte | 0 – 0 referto | Eintracht Treviri | PSD Bank Arena (1 336 spett.)\| Arbitro: \| Lämmle \| |
| Arbitro:                                                         | Lämmle          |               |                   |                                                       |

| Arbitro: | Waldinger |

|                   |           |           |
| Reisig 28’ (aut.) | Marcatori | 90’ Tomić |

| Arbitro: | Wilke |

|                                   |           |           |
| Seitz 20’ Just 82’ Kundruweit 90’ | Marcatori | 64’ König |

| Arbitro: | Forster |

|  |           |              |
|  | Marcatori | 7’ Ferdinand |

| Arbitro: | Rühl |

|            |           |          |
| Eisele 77’ | Marcatori | 51’ Roth |

| Arbitro: | Huthmacher |

|  |           |                      |
|  | Marcatori | 90’ (aut.) Thayparan |

| Arbitro: | Schöller |

|                       |           |            |
| Šarić 59’ Hosiner 79’ | Marcatori | 42’ Wrusch |

#### Girone di ritorno
| Arbitro: | Knoll |

|                                    |           |                     |
| Carl 11’ (rig.) Antlitz 45’ (rig.) | Marcatori | 50’ (rig.) Kinscher |

| Arbitro: | Rübe |

|  |           |                                                       |
|  | Marcatori | 16’ Hoppe 58’ (aut.) Yavuz 65’ Ganaus 75’, 90’ Drakas |

| Arbitro: | Kessel |

|                    |           |  |
| Röser 4’ Rühle 83’ | Marcatori |  |

| Arbitro: | Heim |

|                        |           |                                                      |
| Cvetković 18’ Roth 47’ | Marcatori | 6’ Kirchhoff 11’, 45’, 54’ Tehe 61’ Singer 68’ Güclü |

| Arbitro: | Wacker |

|                        |           |  |
| Shabani 13’ Mizuta 60’ | Marcatori |  |

| Arbitro: | Ulbrich |

|            |           |                                           |
| Wrusch 79’ | Marcatori | 22’ Lokaj 30’ Fischer 70’ (rig.) Häringer |

| Arbitro: | Erbst |

|                          |           |                       |
| Thayparan 30’ Debrah 51’ | Marcatori | 4’ Hillmann 90’ Göbel |

| Arbitro: | Prigan |

|                                     |           |  |
| Kasper 17’ Loechelt 26’ Shehada 90’ | Marcatori |  |

| Arbitro: | Schlegel |

|  |           |                          |
|  | Marcatori | 20’ Proschwitz 80’ Ntusu |

| Arbitro: | Wilke |

|                           |           |                                                          |
| Köhl 65’ Regäsel 75’, 77’ | Marcatori | 3’ Boesen 37’ Brandscheid 81’ Osawe 86’ (rig.) Cvetković |

| Arbitro: | Reuter |

|  |           |           |
|  | Marcatori | 34’ Hirst |

| Arbitro: | Dennemärker |

|                                |           |                  |
| Sökler 19’ (rig.) Senkbeil 57’ | Marcatori | 75’ (rig.) Zehir |

| Treviri 28 aprile 2023, ore 19:00 CEST 30ª giornata | Eintracht Treviri | 0 – 0 referto | Aalen | Moselstadion (1 836 spett.)\| Arbitro: \| Reitermayer \| |
| Arbitro:                                            | Reitermayer       |               |       |                                                          |

| Arbitro: | Schandry |

|              |           |            |
| Vochatzer 7’ | Marcatori | 90’ Debrah |

| Arbitro: | Huthmacher |

|            |           |                                              |
| Debrah 44’ | Marcatori | 4’ Përdedaj 69’ Hummel 78’ Heilig 87’ Hunter |

| Arbitro: | Heiker |

|                |           |                            |
| Jones 11’, 22’ | Marcatori | 60’ Boesen 67’, 84’ Maurer |

| Arbitro: | Hofheinz |

|  |           |           |
|  | Marcatori | 78’ Jopek |

## Statistiche

### Statistiche di squadra
| Competizione | Punti | In casa | In casa | In casa | In casa | In casa | In casa | In trasferta | In trasferta | In trasferta | In trasferta | In trasferta | In trasferta | Totale | Totale | Totale | Totale | Totale | Totale | DR  |
| Competizione | Punti | G       | V       | N       | P       | Gf      | Gs      | G            | V            | N            | P            | Gf           | Gs           | G      | V      | N      | P      | Gf     | Gs     | DR  |
| ------------ | ----- | ------- | ------- | ------- | ------- | ------- | ------- | ------------ | ------------ | ------------ | ------------ | ------------ | ------------ | ------ | ------ | ------ | ------ | ------ | ------ | --- |
| Regionalliga | 22    | 17      | 3       | 3       | 11      | 15      | 31      | 17           | 2            | 4            | 11           | 17           | 39           | 34     | 5      | 7      | 22     | 32     | 70     | -38 |
| Totale       | 22    | 17      | 3       | 3       | 11      | 15      | 31      | 17           | 2            | 4            | 11           | 17           | 39           | 34     | 5      | 7      | 22     | 32     | 70     | -38 |

### Andamento in campionato
| Giornata  | 1 | 2 | 3  | 4  | 5  | 6  | 7  | 8  | 9  | 10 | 11 | 12 | 13 | 14 | 15 | 16 | 17 | 18 | 19 | 20 | 21 | 22 | 23 | 24 | 25 | 26 | 27 | 28 | 29 | 30 | 31 | 32 | 33 | 34 |
| --------- | - | - | -- | -- | -- | -- | -- | -- | -- | -- | -- | -- | -- | -- | -- | -- | -- | -- | -- | -- | -- | -- | -- | -- | -- | -- | -- | -- | -- | -- | -- | -- | -- | -- |
| Luogo     | C | T | C  | T  | C  | T  | T  | C  | T  | C  | T  | C  | T  | C  | T  | C  | T  | T  | C  | T  | C  | T  | C  | C  | T  | C  | T  | C  | T  | C  | T  | C  | T  | C  |
| Risultato | V | P | P  | P  | P  | P  | N  | V  | P  | V  | N  | N  | P  | P  | N  | P  | P  | P  | P  | P  | P  | P  | P  | N  | P  | P  | V  | P  | P  | N  | N  | P  | V  | P  |
| Posizione | 2 | 5 | 11 | 16 | 16 | 16 | 16 | 13 | 14 | 13 | 13 | 14 | 15 | 15 | 15 | 16 | 16 | 17 | 17 | 17 | 17 | 17 | 17 | 17 | 17 | 17 | 17 | 17 | 17 | 17 | 18 | 18 | 18 | 18 |

Legenda:

Luogo: C = Casa; T = Trasferta. Risultato: V = Vittoria; N = Pareggio; P = Sconfitta.

### Statistiche dei giocatori
| M. Becker      | 0  | 0 | 0 | 0 |
| V. Boesen      | 20 | 3 | 0 | 0 |
| M. Bouziane    | 5  | 0 | 0 | 0 |
| J. Brandscheid | 30 | 3 | 7 | 0 |
| A. Cvetković   | 12 | 2 | 4 | 0 |
| Y. Debrah      | 28 | 5 | 4 | 0 |
| L. Elshan      | 0  | 0 | 0 | 0 |
| J. Faldey      | 1  | 0 | 0 | 0 |
| R. Garnier     | 26 | 0 | 2 | 0 |
| T. Garnier     | 1  | 0 | 1 | 0 |
| N. Heeger      | 9  | 0 | 0 | 0 |
| K. Heinz       | 22 | 0 | 2 | 0 |
| N. Herber      | 8  | 0 | 0 | 0 |
| J. Kaluanga    | 13 | 0 | 0 | 0 |
| J. Kalweit     | 2  | 0 | 0 | 0 |
| D. Kinscher    | 32 | 1 | 5 | 1 |
| S. König       | 28 | 5 | 4 | 0 |
| S. Maurer      | 28 | 3 | 4 | 0 |
| A. Olayo       | 0  | 0 | 0 | 0 |
| M. Omosanya    | 21 | 0 | 4 | 0 |
| U. Osawe       | 8  | 1 | 1 | 0 |
| M. Roth        | 18 | 3 | 7 | 0 |
| K. Schacht     | 10 | 0 | 1 | 0 |
| V. Schwab      | 8  | 0 | 2 | 0 |
| G. Scrudato    | 11 | 0 | 3 | 0 |
| B. Siga        | 7  | 0 | 0 | 0 |
| F. Sinner      | 16 | 0 | 2 | 0 |
| C. Spang       | 29 | 0 | 2 | 1 |
| D. Ternes      | 3  | 0 | 0 | 0 |
| J. Thayparan   | 24 | 1 | 5 | 0 |
| G. Weiß        | 20 | 0 | 3 | 0 |
| D. Wieszolek   | 23 | 0 | 2 | 0 |
| L. Wimmer      | 7  | 0 | 1 | 0 |
| M. Wrusch      | 25 | 3 | 7 | 0 |
| Ö. Yavuz       | 10 | 0 | 2 | 0 |
| E. Zehir       | 10 | 1 | 3 | 0 |
| H. van Schaik  | 8  | 0 | 3 | 1 |